# Henriette Wienecke
Sigrid Ingeborg Henriette Wienecke, född 13 mars 1819 i Halden, död 18 april 1907 i Charlottenlund, var en dansk kompositör. Hon är mest känd för sin tonsättning av psalmer. 